# Ardabil (provins)
Ardabil (persiska: اردبیل, Ardabīl; även Ardebil, antikt Artavil), eller Ostan-e Ardabil (استان اردبیل), är en provins (ostan) i regionen Azarbaijan i nordvästra Iran. Vid folkräkningen 2016 hade den 1 270 420 invånare och en yta på 17 799 km².
Administrativ huvudort är staden Ardabil. Andra större städer är Meshgin Shahr, Parsabad, Khalkhal, Germi och Bileh Savar. Bergstoppen Sabalan är provinsens högsta punkt.
Provinsen gränsar mot Azerbajdzjan i norr och nordost samt mot de iranska provinserna Östazarbaijan i väst, Zanjan i syd och Gilan i sydost.

## Administrativ indelning
Provinsen Ardabil var vid folkräkningen 2016 indelad i 10 delprovinser (shahrestan), i sin tur indelade på ytterligare administrativa nivåer.
- Ardabil
- Bileh Savar
- Germi
- Khalkhal
- Kowsar
- Meshgin Shahr
- Namin
- Nir
- Parsabad
- Sareyn